# Xiaokunlun Linchang (bondby i Kina, Heilongjiang Sheng, lat 47,47, long 129,50)
Xiaokunlun Linchang (kinesiska: 小昆仑林场) är en bondby i Kina. Den ligger i provinsen Heilongjiang, i den nordöstra delen av landet, omkring 290 kilometer nordost om provinshuvudstaden Harbin. Antalet invånare är 1 017. Befolkningen består av 493 kvinnor och 524 män. Barn under 15 år utgör 8,0 %, vuxna 15-64 år 79 %, och äldre över 65 år 12,0 %.
Runt Xiaokunlun Linchang är det ganska glesbefolkat, med 40 invånare per kvadratkilometer. Xiaokunlun Linchang är det största samhället i trakten. I omgivningarna runt Xiaokunlun Linchang växer i huvudsak blandskog.
Genomsnittlig årsnederbörd är 1 032 millimeter. Den regnigaste månaden är juli, med i genomsnitt 231 mm nederbörd, och den torraste är januari, med 8 mm nederbörd.